# Ulrich Steinhilper
Ulrich Steinhilper (Estugarda, 14 de Setembro de 1918 — Estugarda, 20 de Outubro de 2009) foi um piloto alemão durante a Segunda Guerra Mundial. Abateu 5 aeronaves inimigas, o que fez dele um ás da aviação. Tornou-se famoso por tentar escapar várias vezes depois de ter sido capturado pelos aliados.
Sobreviveu à guerra, trabalhou para a IBM.